# Остання війна Римської республіки
Остання війна Римської республіки (березень 32 до н. е. — серпень 30 до н. е.) — військовий конфлікт між колишніми тріумвірами і співправителями Римської республіки Октавіаном Августом та Марком Антонієм за одноосібне панування в Римcькій державі. Важливим союзником Антонія була Клеопатра, цариця Єгипту.

## Передумови
Війна почалася через наростаючі протиріччя між двома тріумвірами. 
Так, Марк Антоній покинув свою дружину — Октавію Молодшу, сестру Октавіана — і переїхав до Єгипту, де розпочав тривалий роман з Клеопатрою та фактично став вітчимом Цезаріона. Намагаючись затьмарити престиж Октавіана, Антоній підтримав висунення Цезаріона, сина Клеопатри, як законного спадкоємця Юлія Цезаря — попри те, що в заповіті Юлій Цезар Цезаріона не згадував. Також Антоній звинувачував Октавіана, що той узурпував владу, усунувши Лепіда, самовільно захопив володіння Секста Помпея та без погодження з ним завербував нові легіони.
Октавіан, своєю чергою, дорікав Антонію за самовільну присутність в Єгипті, позасудову страту Секста Помпея, дипломатичне приниження Риму через поразку у Вірменії, привласнення воєнної здобичі, а також за його союз із Клеопатрою і намагання проголосити Цезаріона законним спадкоємцем Цезаря.
Наприкінці 33 до н. е., коли офіційно завершився термін дії Другої тріумвірської угоди, Антоній надіслав до Сенату листа, в якому відмовлявся від подальшого призначення.
Розбіжності тріумвірів в 32 до н. е. перейшли до сенату і розколи його: третина Сенату, а також обидва консули — Гней Доміцій Агенобарб і Гай Сосій — відкрито стали на бік Марка Антонія. Хоча консули намагалися применшити масштаб претензій свого союзника, 1 січня Сосій виступив із пристрасною промовою в його підтримку. Він намагався домогтися офіційного затвердження актів Антонія, однак ця ініціатива була заблокована трибуном.
Октавіан тоді був відсутній, але його відповідь на наступному засіданні Сенату була настільки разюча, що обидва консули негайно залишили Рим і приєдналися до Антонія. Сам Антоній, дізнавшись про ці події, остаточно розірвав політичний та родинний союз з Октавією (сестрою Октавіана) й вирушив до Ефесу з Клеопатрою.
Ще в липні в липні 32 до н. е. Октавіан незаконно отримав заповіт Антонія (який зберігався в Римі у цензора) і тепер викрив його римській громадськості: заповіт обіцяв значну спадщину дітям Антонія від Клеопатри і залишив інструкції щодо відправлення його тіла до Олександрії для поховання. Публікація заповіту Антонія викликала такий бурхливий спалах емоцій в сенаті, що Октавіан легко домігся звільнення Антонія з консульства 31 року до н. е., на яке він вже був призначений. Окрім того, Октавіан домігся оголошення війни Клеопатрі (Антонія оголошено її агентом, отже, хоча його ім'я не називалося, йому теж).  Оголошуючи війну, Сенат позбавив Антонія будь-яких юридичних повноважень.

## Перебіг конфлікту
У Ефесі з усіх кутків Сходу почали стікатися сили Антонія. Було зібрано грандіозний флот, суттєву частину якого надала сама Клеопатра — не лише союзниця, а й активна співтвориця амбіцій Антонія. Після нетривалого перебування на Самосі Антоній перебрався до Афін, а його сухопутні війська, які перебували у Вірменії, рушили до узбережжя Малої Азії. Там вони сіли на кораблі під командуванням Публія Канідія Красса і готувалися до воєнного протистояння з Октавіаном.
Октавіан продовжував свої стратегічні приготування. Військові операції розпочалися в 32 до н. е., коли його полководець Агріппа захопив Мефону, грецьке місто, союзне Антонію.
Перша битва відбулася на морі біля мису Акцій. У вирішальний момент Марк Антоній залишив поле бою, а його кораблі здалися і перейшли на сторону Октавіана.
Після тієї битви Антоній втратив більшість свого флоту та змушений був залишити головне військо в Греції, яке без постачання капітулювало. Флот Октавіана вирушив до Єгипту, де висадив десант і завдав остаточної поразки Антонію під Александрією, після чого він та Клеопатра наклали на себе руки, а військо Октавіана без спротиву захопило Єгипет. Невдовзі Єгипет було проголошено особистим володінням Августа.

## Наслідки
Октавіан знищив Римську республіку й заклав основи для заснування Римської імперії.